# Víctor Valverde
Carmelo Valverde Mellado (Mataró, Barcelona, 23 de marzo de 1938), es un actor español conocido artísticamente como Víctor Valverde.

## Trayectoria
Con tan solo dieciséis años se inicia en la interpretación trabajando en grupos de teatro aficionado en Cataluña. En 1956 se instala en Barcelona e inicia sus estudios en el Instituto de Teatro. Su debut sobre las tablas fue con la obra Anna Christie. En los siguientes años participa en varios montajes en su natal Cataluña, entre otros en Gigi junto a Núria Espert, hasta que en 1959 se traslada a Madrid.
En la capital su carrera se desarrolla compaginando cine, teatro y televisión. Sobre los escenarios participa en aclamados montajes como Medida por medida y El rey Lear (1967), ambas de William Shakespeare, Cuarenta quilates, Un domingo en Nueva York (1964) de Norman Krasna,  El zapato de raso (1965), de Paul Claudel, El rufián Castrucho (1968), de Lope de Vega, Pato a la naranja (1972), de William Douglas-Home, Historias íntimas del Paraíso (1978), de Jaime Salom, Numancia (1966), de Miguel de Cervantes, Las mocedades del Cid (1968), de Guillem de Castro, Medida por medida (1969), de William Shakespeare, Marta la piadosa (1973), de Tirso de Molina, Salvad a los delfines (1979), con dirección de José Luis Alonso Mañés, La vieja señorita del paraíso (1980), Isabel reina de corazones (1983), de Ricardo López Aranda, Usted puede ser un asesino (1994), de Alfonso Paso, El amor es un potro desbocado (1994), de Luis Escobar, Un marido ideal (1996), de Oscar Wilde, La heredera (1997), de Ruth y August Goetz o La loba (2012), de Lillian Hellman.
Su trayectoria en el cine le lleva a trabajar bajo las órdenes de directores de la talla de Josefina Molina, José Luis Sáenz de Heredia, Mario Camus, Manuel Gutiérrez Aragón, Pilar Miró o José Luis Garci en una carrera que sin embargo no fue demasiado prolija. Entre los títulos en los que participó figuran Margarita se llama mi amor (1961),  Senda Torcida (1963) Vera, un cuento cruel (1973), El corazón del bosque (1979), Gary Cooper, que estás en los cielos (1980) o Sesión continua (1984).
En 1983 fue nominado al Fotogramas de Plata como mejor actor por su actuación en Hablamos esta noche.
Por el contrario, el medio televisivo lo ha frecuentado con mucha mayor profusión desde los años sesenta y casi en exclusiva en la última etapa de su carrera. Finalmente, se ha dedicado también al doblaje de películas y series de televisión, en donde suele doblar habitualmente a Richard Jenkins, entre otros.
Está casado con la actriz Pilar Puchol y tienen un hijo nacido en 1966. En 2004 cursó estudios de Historia en la Universidad Autónoma de Madrid.

## Trayectoria en tv
| - Planta 25 (2006-2007) - El cor de la ciutat - 16 de julio de 2006 - El Comisario - Palabra de honor (3 de marzo de 2006) - Un paso adelante - Salta (19 de noviembre de 2003) - Gente de fiar (4 de mayo de 2004) - Juego de damas (11 de mayo de 2004) - ¿Se puede? (2004) - Hospital Central - Háblame de Andrea (1 de octubre de 2003) - Paraíso - La cigüeña no vino de París (6 de septiembre de 2001) - La ley y la vida (2000) - Historias del otro lado - Luciérnagas (24 de enero de 1996) - Dual (21 de febrero de 1996) - El súper (1996-1998) - Yo, una mujer (1996) - Rosa (1995) - Los ladrones van a la oficina - Desamor, desencanto y desenfreno (1 de enero de 1995) - Farmacia de guardia - Campanas de boda (24 de junio de 1993) - Como una sílfide (9 de diciembre de 1993) - Primera función - Melocotón en almíbar (12 de enero de 1989) - El caso de la señora estupenda (23 de marzo de 1989) - Un, dos, tres... responda otra vez - El teatro (20 de julio de 1987) - Clase media (1987) - La comedia musical española - La Cenicienta del Palace (3 de diciembre de 1985) - El sobre verde (24 de diciembre de 1985) - Veraneantes (1985) - Que usted lo mate bien - La agencia (10 de abril de 1979) - Los Mitos - Nora (22 de febrero de 1979) - Mujeres insólitas - La Sierpe del Nilo (1 de marzo de 1977) Marco Antonio - Música y estrellas - 21 de agosto de 1976 - Libros, Los - El Jayón (28 de junio de 1976) - Noche de teatro - Irma, la Dulce (26 de abril de 1974) - Águila de blasón (17 de mayo de 1974) - Historias de Juan Español - Juan Español, celoso (13 de septiembre de 1972) - Ficciones - El misterio de la carretera de Cintra (2 de marzo de 1972) - El número 17 (24 de noviembre de 1973) - El jardín de los hipopótamos (5 de noviembre de 1981) - Teatro de siempre - El burgués gentilhombre (2 de febrero de 1967) - El abanico de Lady Windermere (3 de noviembre de 1967) - La salvaje (5 de enero de 1970) - Intriga y amor (9 de febrero de 1970) - De fuera vendrán que de casa nos echarán (13 de julio de 1970) - Don Juan y Fausto (17 de agosto de 1970) - El hombre sin cuerpo (30 de junio de 1971) - Los empeños de una casa (27 de marzo de 1972) | - Las doce caras de Juan - Cáncer (4 de noviembre de 1967) - Tauro (11 de noviembre de 1967) - Aries (2 de diciembre de 1967) - Historias de hoy - Una noche en el paraíso (7 de marzo de 1967) - Estudio 1 - Cena de Navidad (21 de diciembre de 1966) - La herida del tiempo (18 de enero de 1967) - Nocturno (27 de septiembre de 1967) - El Caballero de Olmedo (29 de octubre de 1968) - Una mujer cualquiera (7 de octubre de 1969) - El villano en su rincón (1 de enero de 1970) - El chico de los Winslow (29 de enero de 1970) - Peribañez y el comendador de Ocaña (30 de abril de 1970) - Romeo y Julieta (1 de enero de 1972) Teobaldo - ¿Quiere usted jugar con mi? (26 de mayo de 1972) - El rayo (4 de agosto de 1972) - Pleito familiar (9 de junio de 1975) Ricardo - Marta, la piadosa (22 de diciembre de 1975) Felipe - Deseada (16 de febrero de 1978) Pedro - La plaza de Berkeley (9 de diciembre de 1979) - Atrévete, Susana (13 de abril de 1980) - Salsa picante (18 de mayo de 1980) - La moza del cántaro (9 de enero de 1981) Don Juan - La pechuga de la sardina (19 de febrero de 1982) - Telecomedia de humor - Hay otros hombres (11 de diciembre de 1966) - Con la vida del otro (22 de enero de 1967) - Tengo un libro en las manos - Santes Creus (15 de septiembre de 1966) - Hermenegildo Pérez, para servirle - Ojos que no ven (9 de septiembre de 1966) - Encuentros, Los - La estrella de cinco puntas (23 de julio de 1966) - Metáfora de soledad (27 de agosto de 1966) - Novela - El hombre del cuadro (25 de mayo de 1964) - Leopoldo (26 de julio de 1965) - La casa de la Troya (20 de diciembre de 1965) - Orgullo y prejuicio (25 de abril de 1966) - Concierto para un vagabundo (20 de junio de 1966) - Los candelabros del emperador (19 de septiembre de 1966) - El alba y la noche (10 de octubre de 1966) - El retrato (23 de junio de 1969) - Aguas estancadas (30 de junio de 1969) - Enrique de Legardere (26 de julio de 1971) - El diamante luna (29 de noviembre de 1971) - Persuasión (14 de febrero de 1972) - Romance en noche de lluvia (27 de noviembre de 1972) - La feria de las vanidades (23 de abril de 1973) - La casa de las locas (21 de enero de 1974) - Selma Lagerlöf (29 de julio de 1974) - El secreto (30 de septiembre de 1974) - La pródiga (6 de octubre de 1975) Guillermo - Los oscuros domingos (9 de mayo de 1977) - BelAmi (18 de septiembre de 1978) George - Primera Fila - Eran tres (29 de abril de 1964) - Historias de mi barrio - La ventana y la guerra (29 de abril de 1964) |